# Adelina Patti
Adela Juana María Patti, dite Adelina Patti, est une cantatrice espagnole (soprano colorature) née le 10 février 1843 à Madrid et morte le 27 septembre 1919 au château de Craig-y-Nos (en) près de Brecon (Pays de Galles).

## Biographie
Dernière des quatre enfants de Salvatore Patti (1800-1869) et Caterina Chiesa, deux musiciens italiens installés en Espagne, Adelina Patti émigre peu de temps après sa naissance avec sa famille aux États-Unis. Ayant commencé le chant dès l'âge de 9 ans, elle donne plusieurs concerts à travers le pays avec ses deux sœurs aînées, Amelia (1831-1915) et Carlotta (v. 1835-1889) également cantatrices, sous l'impulsion de Maurice Strakosch, un pianiste et impresario qui a épousé Amalia en 1852. Leur frère Carlo (1830-1869) sera violoniste et chef d'orchestre.
En 1859, à 16 ans, elle débute à l'Academy of Music de New York dans le rôle-titre de Lucia di Lammermoor de Gaetano Donizetti, puis se rend en 1861 à Londres où elle triomphe au Covent Garden dans le rôle-titre de La sonnambula de Vincenzo Bellini. Ses débuts en 1862 au Théâtre-Italien de Paris dans la même œuvre la font adopter immédiatement du public français.
Surnommée à la manière des divas La Patti, elle interprète principalement les grands rôles de l'opéra italien mais aussi de l'opéra français. Vocalisant avec une « extrême agilité » et dotée d'une émission d'une « égalité parfaite » et d'un timbre « admiré pour sa richesse autant que pour sa clarté », sa voix s'étendait du do3  au contre-fa (fa5)
Sa technique lui permet d'aborder des rôles aussi différents vocalement que Luisa Miller, Aida, Desdemone, Elcìa (Anaï) et plus tard Gioconda et même Carmen.
Le 29 juillet 1868, elle épouse à Londres Louis-Sébastien-Henri de Roger de Cahuzac, marquis de Caux et écuyer de l'empereur Napoléon III, de seize ans son aîné. Elle envoie dès lors des invitations indiquant : « La marquise de Caux sera chez elle samedi soir ; la Patti chantera ». Le 7 février 1877, le couple entame une procédure de séparation qui est validée le 4 août suivant avec grand bruit aux dépens de la cantatrice, celle-ci ayant été convaincue d'entretenir une liaison avec le ténor Ernest Nicolas, dit Ernesto Nicolini (1834-1898). Le divorce n'ayant été prononcé qu'en 1885, elle épouse Nicolini le 9 juin 1886, dont elle divorce pour épouser en janvier 1899 le baron suédois Olof Rudolf Cederström (1870-1947), plus jeune qu'elle de 27 ans.
Elle quitte définitivement la scène en 1906 et meurt le 27 septembre 1919 dans sa propriété de Craig-y-Nos au pays de Galles. Elle est enterrée quelques jours plus tard au cimetière du Père-Lachaise (4e division) à Paris,. Adelina Patti fit l'admiration de Tchekhov qui, jugeant le chant italien supérieur, érigea la célèbre soprano en modèle au même titre que le ténor Enrico Tamberlick (1820-1889).
Elle a enregistré vers 1906, à plus de 60 ans, quelques titres  sous le label Gramophone Patti, dont « Connais-tu le pays » de Mignon, l'« Air des bijoux » de Faust, « Batti, batti » de Don Giovanni, « Casta diva » de Norma, « Ah ! non credea mirarti » de La sonnambula, « Il bacio » de Luigi Arditi et la Serenata de Paolo Tosti.

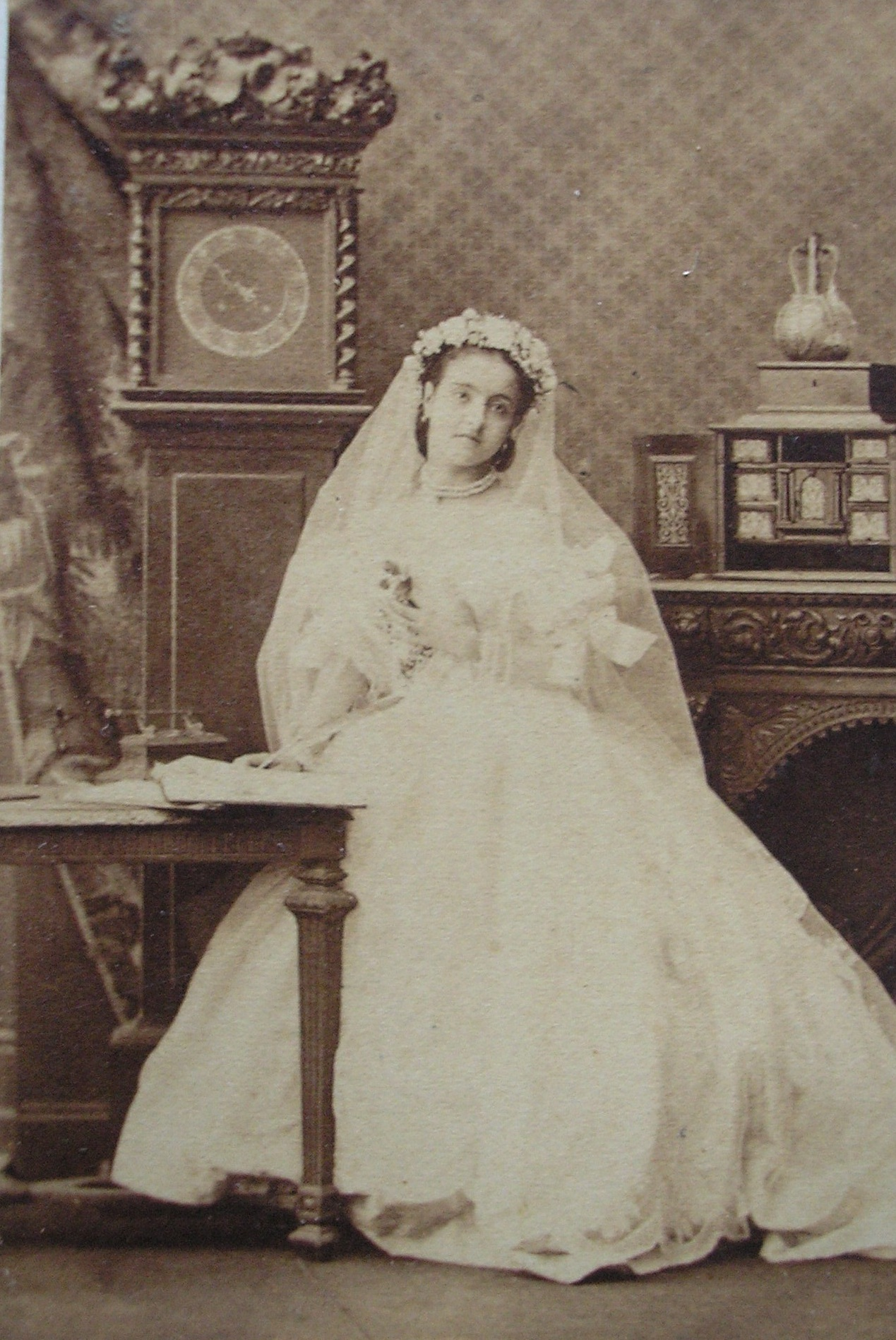
Adelina Patti. Photographie de Camille Silvy.
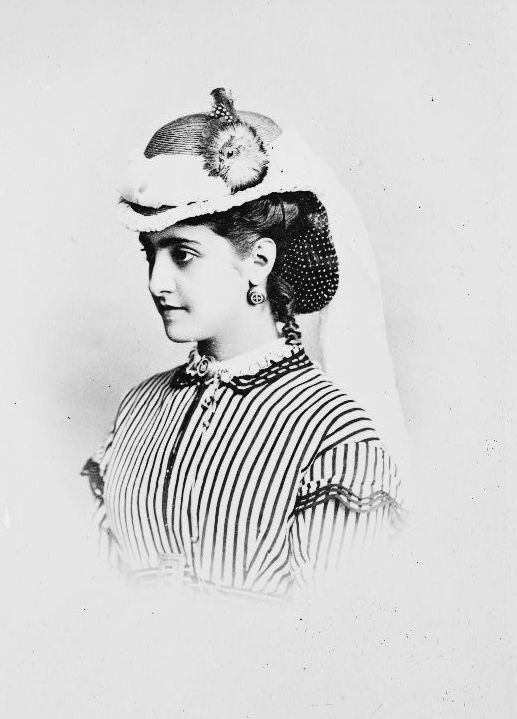
Adelina Patti. Photographie de Charles Reutlinger.
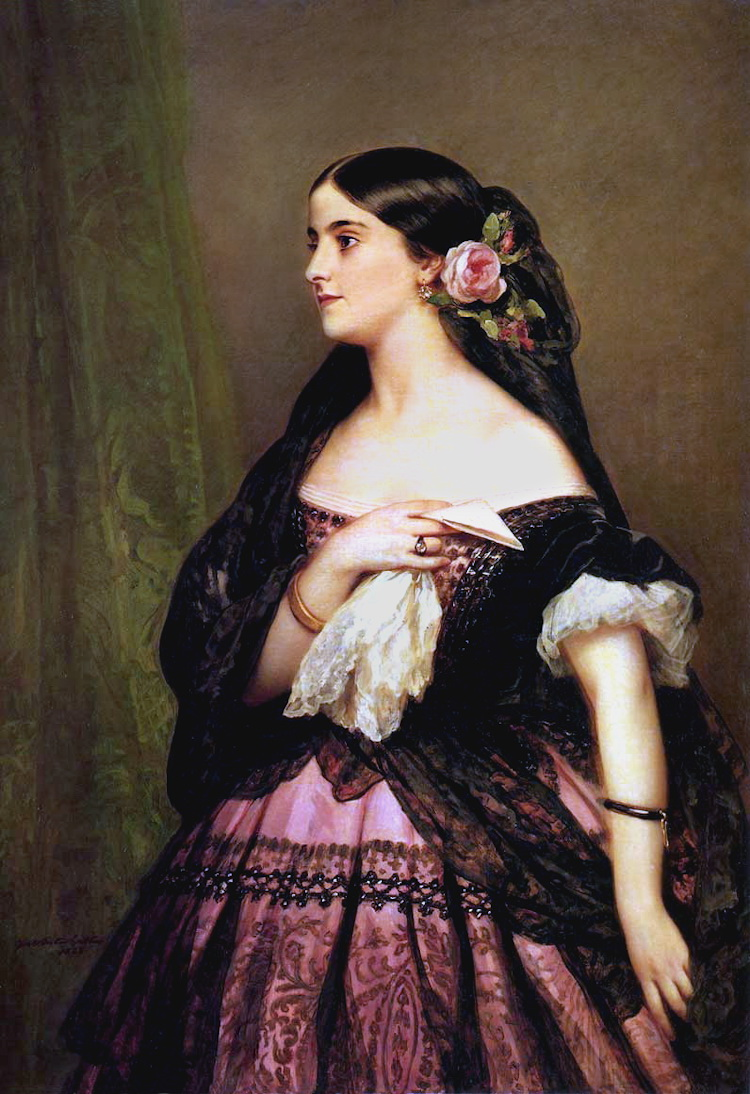
Franz Xaver Winterhalter, Adelina Patti (1863), localisation inconnue.
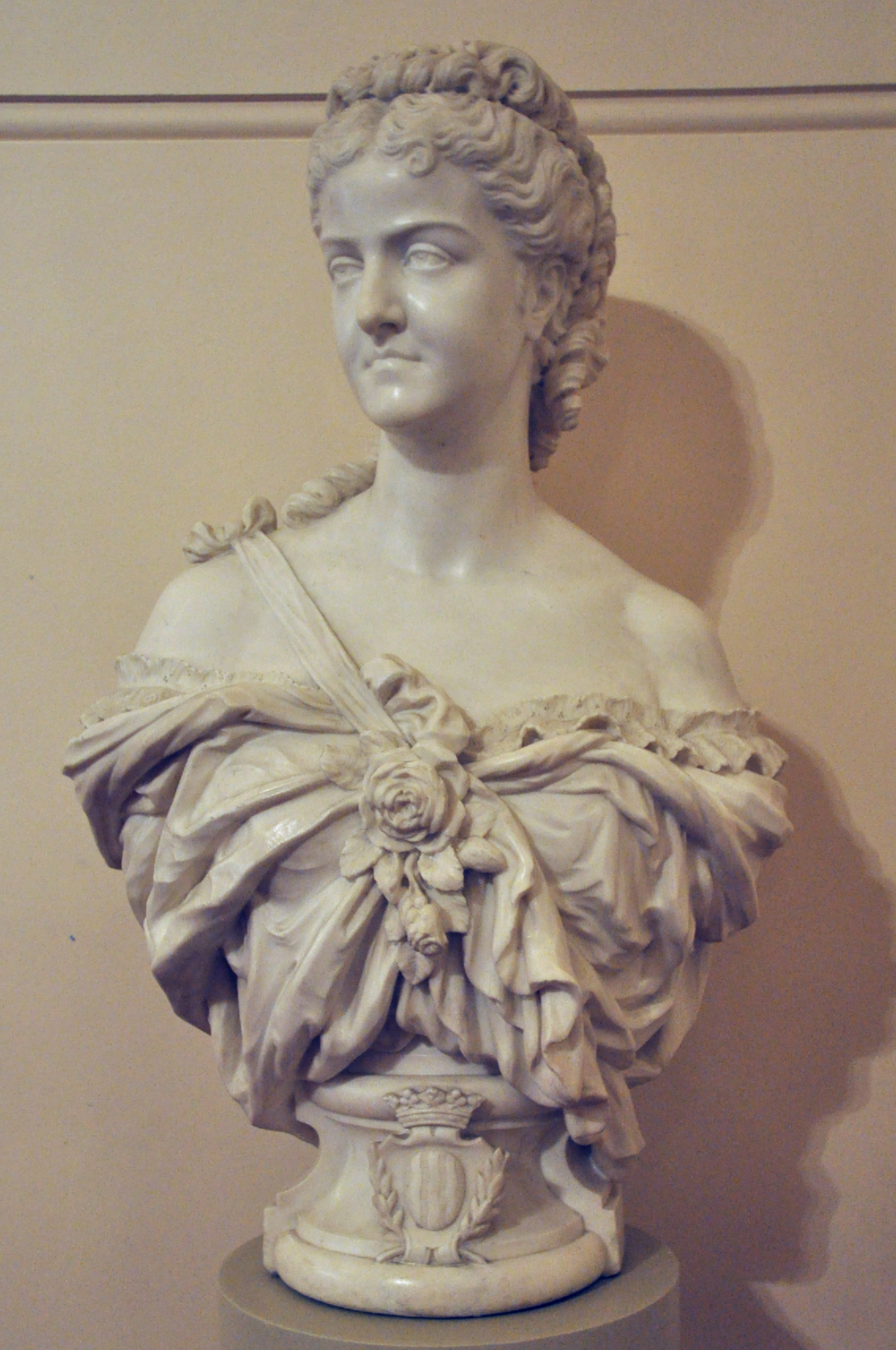
Ludovic Durand, Mme Adelina Patti, marquise de Caux (1869), Londres, Royal Opera House.

## Grands rôles
- Zerlina dans Don Giovanni de Mozart
- Rosina dans Il barbiere di Siviglia et Semiramide (rôle-titre) de Gioachino Rossini
- Gilda dans Rigoletto, Leonora dans Il trovatore  ou Violetta dans La traviata de Giuseppe Verdi
- Marguerite dans Faust et Juliette dans Roméo et Juliette de Charles Gounod

## Citations et hommages

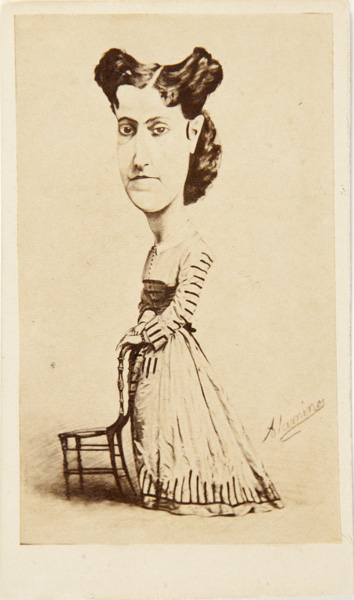
Caricature d'Adelina Patti, Madrid, musée du Romantisme.

Adelina Patti est largement évoquée par George Bernard Shaw, critique musical majeur de son époque, dans ses Écrits sur la musique. Berlioz raconte dans ses mémoires qu'il a diné avec Adelina Patti la veille du jour où elle devait se produire à Lyon dans le Barbier de Séville de Rossini. Elle l’accompagne ensuite à la gare de chemin de fer pour le voyage de nuit vers Paris.
Elle est évoquée dans de nombreuses œuvres parmi lesquelles :
- La Vie parisienne de Jacques Offenbach, livret de Henri Meilhac et Ludovic Halévy, créée en 1866 :

Je veux, moi, dans la capitale
Voir les divas qui font fureur
Voir la Patti dans Don Pasquale 
Et Thérésa dans le Sapeur 
- Anna Karénine de Léon Tolstoï
- Boroña de Leopoldo Alas
- L'Hôtel New Hampshire de John Irving
- Nana d'Émile Zola
- Le Temps de l'innocence d'Edith Wharton
- Le Portrait de Dorian Gray d'Oscar Wilde
- Spirite de Théophile Gautier
- Eaux printanières de Ivan Tourgueniev
- Le Village aérien (Chapitre VI) de Jules Verne
- Franz Doppler écrit en souvenir d'elle et de ses débuts une pièce pour deux flûtes et piano aussi nommée La Sonnambula